# Stadio Josy Barthel
Lo stadio Josy Barthel è uno stadio del Lussemburgo della capienza di 8 054 posti, in parte coperti.
Edificato nel 1928, ha ospitato per decenni le partite della nazionale lussemburghese di calcio e della nazionale di rugby a 15 del Lussemburgo. È sede di competizioni di atletica.

## Storia
Costruito nel 1928, è stato rinnovato nel 1990. Dal 1993 porta il nome di Josy Barthel, atleta vincitore della medaglia d'oro nei 1500 metri ai Giochi olimpici del 1952 ed unico lussemburghese ad aver conquistato un alloro olimpico.
Dal settembre 2021, con l'inaugurazione dello Stade de Luxembourg, non ospita più gli incontri della nazionale lussemburghese di calcio e della nazionale lussemburghese di rugby a 15.